# 3 Korpus Armijny (Imperium Rosyjskie)
3 Korpus Armijny (ros. 3-й армейский корпус, 3 ак) – jeden z rosyjskich korpusów armijnych okresu Imperium Rosyjskiego. Jego siedziba mieściła się w Wilnie. Utworzony w 1877, brał udział m.in. w wojnie rosyjsko-tureckiej i I wojnie światowej, rozformowany na początku 1918.

## Struktura organizacyjna
Organizacja w 1914
- dowództwo i sztab – Wilno
- 25 Dywizja Piechoty – Dźwińsk
- 27 Dywizja Piechoty – Wilno
- 5 Brygada Strzelców – Suwałki
- 3 Dywizja Kawalerii (3-я кавалерийская дивизия)
- 3 dywizjon artylerii haubic (3-й мортирно-артиллерийский дивизион)
- 3 batalion saperów (3-й сапёрный батальон) – Wilno
- 4 batalion pontonowy (4-й понтонный батальон)
- 2 kompania telegraficzna (2-я искровая рота) – Wilno

## Podporządkowanie
- 1 Armii (2 sierpnia – 10 października 1914)
- 10 Armii (22 października 1914 – 4 maja 1916)
- 5 Armii (8 czerwca 1915 – 21 maja 1916)
- 4 Armii (1 – 20 maja 1916)
- 3 Armii (1 lipca 1916 – 1 kwietnia 1917)
- 10 Armii (1 maja – grudzień 1917)

## Dowództwo Korpusu

### Dowódcy
- Karł-Andriej Jefimowicz Dien, generał-lejtnant (19 lutego 1877 – 23 kwietnia 1878)
- Eduard Antonowicz von Möller, generał-lejtnant (4 maja 1878 – 5 sierpnia 1878)
- Eduard Karłowicz von Dellingshausen, generał-lejtnant (15 sierpnia 1878 – przed 6 lipca 1885)
- Jakow Kajchosrowicz Ałchazow, generał-lejtnant (6 lipca 1885 – 19 października 1894)
- Wiktor Iwanowicz Dmitrowski, generał-lejtnant (28 października 1894 – 1 stycznia 1898)
- Wasilij Nikołajewicz Maksimowicz, generał-lejtnant, od 6 grudnia 1898 generał piechoty (1 stycznia 1898 – 29 maja 1899)
- Mitrofan Pietrowicz Czajkowski, generał-lejtnant, od 1 stycznia 1901 generał piechoty (11 czerwca 1899 – 25 marca 1903)
- Konstantin Iosifowicz Razgonow, generał-lejtnant (16 kwietnia 1903 – 22 czerwca 1904)
- Aleksandr Eduardowicz Preskott, generał-lejtnant (22 czerwca 1904 – 16 grudnia 1904)
- Iwan Wasiljewicz Volkenau, generał-lejtnant (12 stycznia 1905 – 5 grudnia 1906)
- Paul Karłowicz von Rennenkampf, generał-lejtnant, od 6 grudnia 1910 generał kawalerii (27 grudnia 1906 – 20 stycznia 1913)
- Nikołaj Aleksiejewicz Jepanczin, generał-lejtnant, od 14 kwietnia 1913 generał piechoty (29 stycznia 1913 – 6 lutego 1915)
- Aleksandr Aleksandrowicz Ziegiełow, generał-lejtnant, od 22 marca 1915 generał piechoty (14 lutego 1915 – 22 sierpnia 1915)
- Władimir Aleksiejewicz Alftan, generał-lejtnant (22 sierpnia 1915 – 16 kwietnia 1916)
- Piotr Iwanowicz Oganowski, generał piechoty (16 kwietnia 1916 – 11 września 1916)
- Grigorij Jefimowicz Januszewski, generał-lejtnant (11 września 1916 – 3 kwietnia 1917)
- Dmitrij Nikołajewicz Nadieżny, generał-major, od 29 kwietnia 1917 generał-lejtnant (7 kwietnia 1917 – 12 października 1917)
- Boris Aleksiejewicz Dziczkaniec (od 22 października 1917)

### Szefowie sztabu
- Aleksandr Fiodorowicz Kozien, pułkownik, od 1 stycznia 1878 generał-major (24 lutego 1877 – 15 maja 1885)
- Iwan Iwanowicz Tywałowicz, generał-major (15 maja 1885 – 9 grudnia 1892)
- Stanisław Stanisławowicz Nowogriebielski, generał-major (11 stycznia 1893 – 5 stycznia 1898)
- Nikołaj Niłowicz Ławrow, generał-major (5 stycznia 1898 – 20 października 1899)
- Aleksandr Konstantinowicz Pietrow, generał-major (2 listopada 1899 – 17 lutego 1904)
- Nikołaj Siergiejewicz Bierdiajew, generał-major (24 marca 1904 – 12 października 1904)
- Aleksandr Francewicz Ragoza generał-major (22 października 1904 – 16 czerwca 1906)
- Aleksandr Gieorgijewicz Ikskul von Gildebant, generał-major (23 lipca 1906 – przed 9 lipca 1908)
- Władimir Aleksandrowicz Czagin, generał-major (9 lipca 1908 – 19 października 1914)
- Wiktor Wiktorowicz Eggert, generał-major (14 grudnia 1914 – 17 lipca 1915)
- Nikołaj Dmitrijewicz Czausow, generał-major (18 lipca 1915 – 7 lutego 1917)
- Władimir Nikołajewicz Jegorjew, generał-major (8 lutego 1917 – 4 maja 1917)
- Andriej Nikołajewicz Suworow, generał-major (od 12 sierpnia 1917)